# Pseudoplumarella filicoides
Pseudoplumarella filicoides is een zachte koraalsoort uit de familie Primnoidae. De koraalsoort komt uit het geslacht Pseudoplumarella. Pseudoplumarella filicoides werd in 1911 voor het eerst wetenschappelijk beschreven door Thomson & Mackinnon. 